# 奧地利總理府
在奧地利政治中，总理府（德語：Bundeskanzleramt）是指由奥地利总理领导的中央政府。自1918年奥地利第一共和国成立以来，总理府大楼也一直是奥地利内阁会议的舉辦場地。1814年到1815年的维也纳会议在奥地利政治家克莱门斯·文策尔·冯·梅特涅主持下在這裏舉行。总理府大楼位于维也纳市中心的鮑爾豪斯廣場，它与霍夫堡皇宮相对。就像唐寧街、奥赛堤岸和以前的威廉大街一样，鮑爾豪斯廣場已经成为奧地利政府权力的代名词。